# Tvrđava Hertvisi
Tvrđava Hertvisi, gruz. ხერთვისის ციხე, je jedna od najstarijih tvrđava u Gruziji, a bila je funkcionalna tijekom gruzijskog feudalnog razdoblja. Nalazi se u južnoj Gruziji, u regiji Meshetiji. Prvi put se počinje graditi u 2. stoljeću prije Krista. Crkva je izgrađena 985. godine, a sadašnji zidovi 1354. godine. Prema legendi, Hertvisi je uništio Aleksandar Veliki. 
u 10. i 11. stoljeću bio je središte regije Meshetije. Tijekom 12. stoljeća postaje gradom. U 13. stoljeću ga uništavaju Mongoli, a do 15. stoljeća gubi svoju moć. U 15. stoljeću u vlasništvu je meshetskih zemljoposjednika i kuće Džakeli. U 16. stoljeću u južnu Gruziju provaljuju Turci, te je sljedećih 300 godina u njihovim rukama. 
Krajem 19. stoljeća gruzijska i ruska vojska vraćaju izgubljena područja i Hertvisi postaje vojna baza ruskoj i gruzijskoj vojsci. Tvrđava Hertvisi se nalazi na visokom stjenovitom brežuljku u uskom kanjonu na ušću rijeke Kure u Paravani.